# Белорусское общество по связям с соотечественниками за рубежом
Белорусское общество по связям с соотечественниками за рубежом (бел. Беларускае таварыства па сувязях з суайчыннікамі за рубяжом), Белорусское общество «Родина» (бел. Беларускае таварыства «Радзіма») — добровольная общественная организация, поддерживающая и расширяющая культурные связи с выходцами из Беларуси, живущими за пределами бывшего СССР. Создана в 1964 г. (в 1960—1964 гг. действовала Белорусская секция комитета «За возвращение на родину и развитие культурных связей с соотечественниками»). В 1976 г. преобразовано в Белорусское общество «Родина». Среди основателей Г. Р. Ширма и М. Танк.
Основные направления деятельности: культурные и экономические контакты с объединениями земляков за рубежом и отдельными соотечественниками, пересылка за границу литературы, учебников, кинофильмов, фотовыставок и другое, организация курсов по изучению белорусской истории, культуры и языка, гуманитарной помощи от зарубежных соотечественников жителям Беларуси, пострадавшим от Чернобыльской катастрофы 1986 и др..
Общество-основатель газеты «Голос Родины».